# کرگ مور (بازیکن فوتبال, زاده ۱۹۹۴)
کرگ مور (انگلیسی: Craig Moore؛ زادهٔ ۱۶ اوت ۱۹۹۴) بازیکن فوتبال اهل بریتانیا است.
از باشگاه‌هایی که در آن بازی کرده است می‌توان به باشگاه فوتبال ایر یونایتد و باشگاه فوتبال مادرول اشاره کرد.